# Белецкий, Степан Петрович
Степа́н Петро́вич Беле́цкий (1873, Черниговская губерния — 5 сентября 1918, Москва) — русский государственный деятель, сенатор.

## Биография
Происходил из мещан. Родился в Черниговской губернии в 1873 году.
В 1894 году окончил юридический факультет Киевского университета и поступил на службу в канцелярию киевского генерал-губернатора; 29 ноября 1899 года назначен правителем канцелярии ковенского губернатора. Одновременно состоял исполняющим обязанности правителя дел ковенской комиссии народного образования и делопроизводителем губернского попечительства о народной трезвости.
В 1904 году перешёл в канцелярию виленского, ковенского и гродненского генерал-губернатора. Стал одним из членов-учредителей и членом совета Виленского отдела Русского собрания. Кроме того, состоял почётным мировым судьёй Виленского уезда и пожизненным почетным членом Свято-Духовского Виленского православного братства.
10 февраля 1907 года назначен самарским вице-губернатором. С 31 июля 1909 года, по приглашению П. А. Столыпина, высоко оценивавшего деловые качества Белецкого, занял должность исполняющего делопроизводство вице-директора Департамента полиции, заведовал законодательной частью, участвовал в подготовке реформы полиции и паспортного устава.
В 1912 году был назначен директором Департамента полиции и произведён в действительные статские советники. Имел отношение к Ленскому расстрелу. В 1912 году способствовал избранию секретного агента Московского охранного отделения большевика Р. В. Малиновского депутатом Государственной думы, лично руководил его деятельностью, стремился расколоть фракцию РСДРП в Думе. 
28 января 1914 года пожалован в сенаторы, с производством в тайные советники, и определён к присутствованию в 1-м департаменте Сената. С 28 сентября 1915 года по февраль 1916 года был товарищем министра внутренних дел. Из карьеристских соображений сблизился с Г. Е. Распутиным, стал пользоваться личным доверием императрицы Александры Фёдоровны. В условиях растущей непопулярности Распутина опасался скомпрометировать себя связью с ним и вместе со своим начальником А. Н. Хвостовым разрабатывал план его устранения, после огласки которого в феврале 1916 года был освобождён от должности и назначен иркутским генерал-губернатором, но на место назначения не выехал. После расследования скандала был оставлен в Петрограде, продолжал деятельность в сенате.
В 1917 году в ходе Февральской революции был арестован. С 3 марта по 25 ноября содержался в тюрьме Трубецкого бастиона и давал показания Чрезвычайной следственной комиссии Временного правительства. В показаниях Чрезвычайной следственной комиссии Временного правительства после своего ареста в марте 1917 года он рассказал, в частности, о принадлежности к масонству C. Ю. Витте, П. А. Столыпина и митрополита Антония (Вадковского).
В 1918 году был арестован ВЧК как заложник, перевезён в Москву и, в самом начале Красного террора, 5 сентября 1918 года после покушения на Ленина, публично, на территории Петровского парка, казнён во внесудебном порядке, вместе с другими государственными деятелями Российской империи. Вместе с ним в этой партии заключенных (всего до 80-ти человек) были расстреляны бывшие министры внутренних дел Н. А. Маклаков и А. Н. Хвостов, бывший министр юстиции И. Г. Щегловитов — последний председатель Государственного Совета, протоиерей Иоанн Восторгов, епископ Ефрем (Кузнецов) и др. Как вспоминал очевидец расстрела, С. Кобяков:

За несколько минут до расстрела Белецкий бросился бежать, но приклады китайцев вогнали его в смертный круг. После расстрела все казнённые были ограблены…

## В воспоминаниях современников
Протопресвитер Георгий Шавельский:
Разжиревший, с одутловатым посиневшим лицом, заплывшими глазами и сиплым голосом, он в 1915 г. производил впечатление нравственно опустившегося, спившегося человека. Но для Царского Села близость известного лица к Распутину была ширмой, чтобы скрыть какие угодно недостатки и гадости. Проще говоря, у близкого к «старцу» человека их не замечали.

## Награды
- Орден Святой Анны 2-й ст. (1903);
- Орден Святого Владимира 4-й ст. (1905);
- Орден Святого Станислава 1-й ст. (1913).

## Семья
Женился 2 февраля 1901 года на дочери генерал-лейтенанта К. Н. Дуропа, Ольге Константиновне. Их дети: Константин (10.07.1902—?), Владимир (09.07.1903—14.10.1984), Наталья, Ирина (23.11.1909—?).
После гибели Белецкого его жена побывала на приеме у А. М. Горького и с его помощью получила пропуск для отъезда семьи из Петрограда в Пятигорск, где на её имя Белецким была куплена дача. Вскоре семья переехала в Киев. Сын Владимир (будущий писатель В. С. Железняк-Белецкий) был оставлен в Москве у родственников учиться.